# 格里亞德基
50°18′28″N 25°52′36″E / 50.30778°N 25.87667°E
格里亞德基（烏克蘭語：Грядки），是烏克蘭的村落，位於該國西北部羅夫諾州，由杜布諾區負責管轄，面積74平方公里，海拔高度236米，2001年人口406，人口密度每平方公里5.5人。